# Reloj Monumental de Pachuca
El Reloj Monumental de Pachuca, también comúnmente conocido con el nombre de Reloj de Pachuca, es un reloj de torre ubicado en la ciudad de Pachuca de Soto, en el estado de Hidalgo, México.
Fue construido en el período de tiempo comprendido entre los años 1904 y 1910; de 1904 a 1905 se presenta la planeación del proyecto y se construye la cimentación; y de 1907 a 1910 se construye la torre. Construido por los ingenieros Francisco Hernández y Luis Carreón sobre un proyecto del arquitecto Tomás Cordero.  Es de arquitectura neoclásica, presentando varios estilos como dórico, jónico, corintio y toscano.
Tiene 40 metros de alto, cada una de sus cuatro caras de 12.94 m de largo, apunta a los puntos cardinales. La torre está compuesta por cuatro niveles; entrada (primer nivel), balcón (segundo nivel), esculturas femeninas (tercer nivel) y techo metálico (cuarto nivel).
En el tercer nivel se encuentran cuatro esculturas femeninas, esculpidas en mármol procedente de Carrara, Italia. Con una altura de tres metros y colocadas en cada uno de sus costados, representando el inicio y la consumación de la Independencia de México; la promulgación de la Constitución Mexicana de 1857; y las Leyes de Reforma y Guerra de Reforma.
Por lo tanto, las estatuas representan a la Independencia, la Libertad, la Constitución y la Reforma. Momentos históricos de enorme trascendencia en México, hasta el momento de su construcción.
Fue inaugurado el 15 de septiembre de 1910 en conmemoración del  Centenario de la Independencia de México; para el año 2010 se realizaron distintos eventos con el fin de conmemorar el centenario de su inauguración y se realizaron a la par con los festejos del Bicentenario de la Independencia de México y el Centenario de la Revolución Mexicana.
El Reloj Monumental es el símbolo más conocido y representativo de la ciudad.

## Ubicación

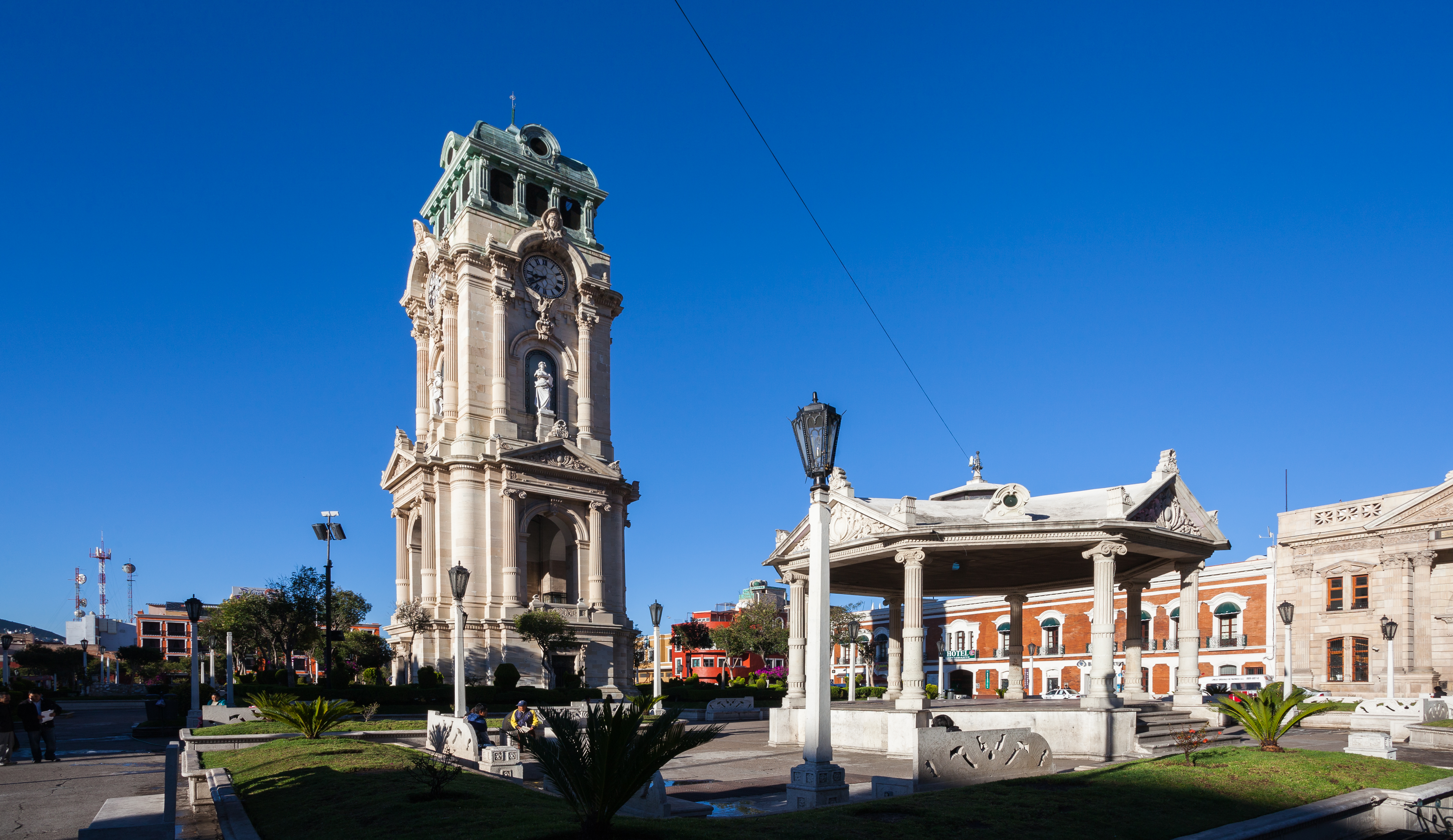
Reloj Monumental y Pérgola Abundio Martínez, en la Plaza Independencia.

Se encuentra ubicado en la Plaza Independencia la cual cuenta con un área total de 22 057.65 m², la estructura del monumento solo ocupa un área de 167.44 m² y cada una de sus caras es de 12.94 metros.
La Plaza Independencia se encuentra dentro del Centro histórico de Pachuca de Soto, el cual cuenta con una superficie aproximada de 12 km². Tiene calles inclinadas y estrechos callejones; es en esta zona donde se encuentran los edificios más antiguos de la ciudad, donde más de quinientos edificios se encuentran dentro del catálogo del comité para la preservación y conservación del centro histórico de Pachuca.
El Reloj Monumental se encuentra ubicado en las coordenadas 20°7′39″ de latitud norte, y 98°43′55″ de longitud oeste.  Su dirección es Plaza Independencia s/n, Col. Centro. CP, 42000 Pachuca, Hidalgo.

## Historia

### Antecedentes
En 1872, se edifica un pequeño quiosco de madera en la Plaza de las Diligencias, donde tocaban distintas bandas musicales.
El 20 de enero de 1901, el conjunto musical conocido como la Banda de Rurales, brindó su primera función en el  quiosco bajo la dirección de Candelario Rivas. La plaza se adornó con una valla formada por tropas de Infantería del Estado y alumnos de la Escuela Correccional, con sus respectivas bandas de guerra y música.
Después del éxito de este conjunto musical los mineros ricos de la zona y el presidente municipal de Pachuca, Alfonso María Brito, le proponen al gobernador del estado de Hidalgo, Francisco Valenzuela, la construcción de una torre de conciertos.

### Planeación

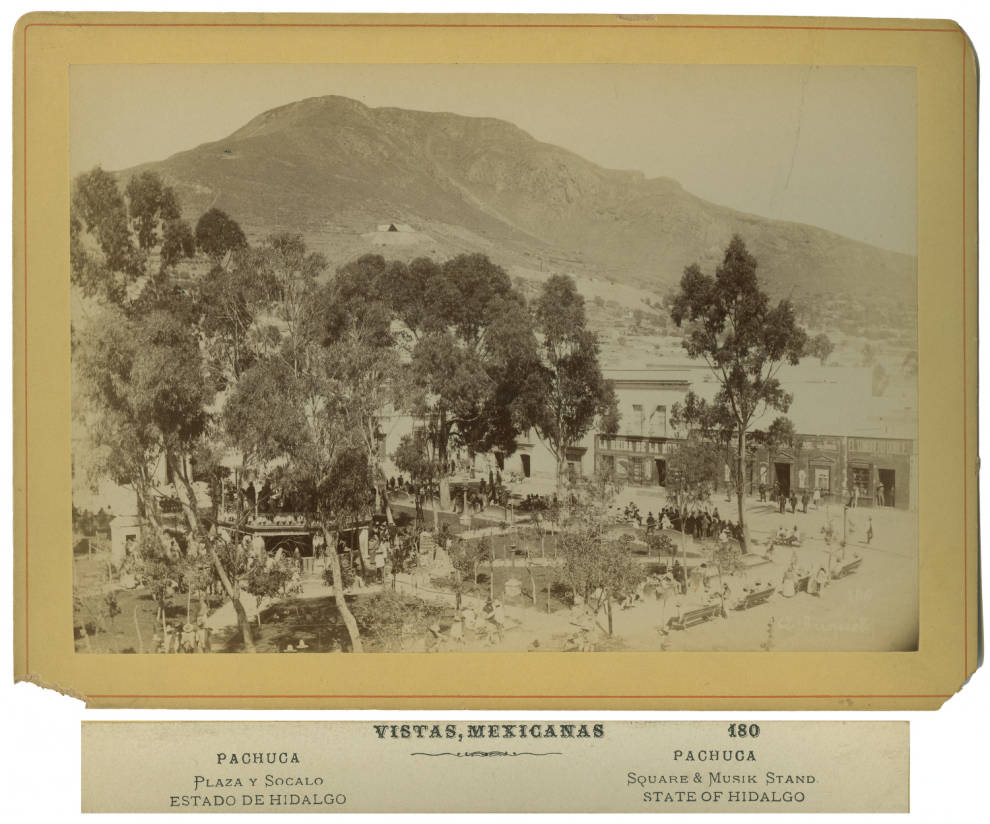
Plaza Independencia entre 1885-1899.

El proyecto fue aprobado en 1904, año en que se inició su construcción a instancias de Felipe N. Barros, apoderado de diversas empresas mineras y director de la Compañía San Rafael; la construcción tuvo que ser suspendida un año después por falta de fondos. En 1907 el Gobierno del estado de Hidalgo, recibió una nota del secretario de gobernación, Ramón Corral, instruyendo al gobernador del estado de Hidalgo, Pedro Ladislao Rodríguez, para que levantara un monumento conmemorativo del Centenario de la Independencia de México. La nota decía textualmente:

A fin de conmemorar debidamente el Centenario de la Independencia, sírvase iniciar la edificación de una obra digna de tal acontecimiento en ese Estado de la Unión.

En junta, convocada por el gobernador Rodríguez, el presidente municipal de Pachuca, Alfonso M. Brito, y los propietarios de las principales minas de la región, llegaron a la conclusión de aprovechar la cimentación de la obra suspendida y convocar a un concurso para el diseño y la construcción del monumento.
El concurso lo ganó el arquitecto Tomás Cordero y Osio, con una torre de arquitectura neoclásica de tres niveles de cantera con un cuarto piso de cobre, y la construcción bajo la dirección de los ingenieros Francisco Hernández y Luis Carreón.

### Construcción
La construcción fue financiada por las compañías mineras San Rafael, Santa Gertrudis, La Blanca y Santa Ana. El costo total ascendió a 300 000 pesos oro aproximadamente, utilizando en su construcción cantera de la población de Tezoantla ubicada en el Municipio de Mineral del Monte. Se tuvieron que construir carros especiales con tiros de veinte o treinta mulas, pues algunos bloques pesaban hasta tres toneladas.
La talla de la piedra se realizó a pie de obra y con andamios de madera se fueron subiendo una a una las piezas de cantera ya labradas. El proceso de construcción se realizó sobre la base de una técnica llamada machihembrado, que consiste en horadar cada bloque de cantera con un agujero cilíndrico en la parte superior y esculpir una especie de espiga en el inferior, así esta última, embonaba en la parte horadada.
En la construcción treinta y cinco personas trabajaron en la primera etapa y veintinueve en la segunda, entre los trabajadores que se conoce su nombre están, Jacinto y Pedro Hernández Baldovino, Julio Meza Hernández, Pedro Madrid y Alfonso Arteaga. Siendo este último el encargado de esculpir las acroteras que tienen forma del Escudo Nacional de México.
Jesús Zenil Martínez quien desempeñaba el cargo de Ministro plenipotenciario de México en el Imperio Austrohúngaro; compró la maquinaria en Inglaterra y la envió a Pachuca. Acudió a la fábrica fundada por Edward John Dent y allí trató la adquisición del reloj y del carillón. La maquinaria llegó a Pachuca en 1906, estuvo guardada primero en la Parroquia de la Asunción, y más tarde en la Casa de Francisco Rule hasta ser instalada en la torre, cuya responsablilidad fue de Tomás Zepeda.
Se adquirió una cúpula de lámina de cobre fabricada en la Fundidora de Fierro y Acero de Monterrey, la pieza fue traída en ferrocarril y se colocó antes de la inauguración. Para la colocación del carrillón y de la cúpula de cobre, se solicitó la intervención de los trabajadores de la compañía minera de San Rafael.

### Inauguración

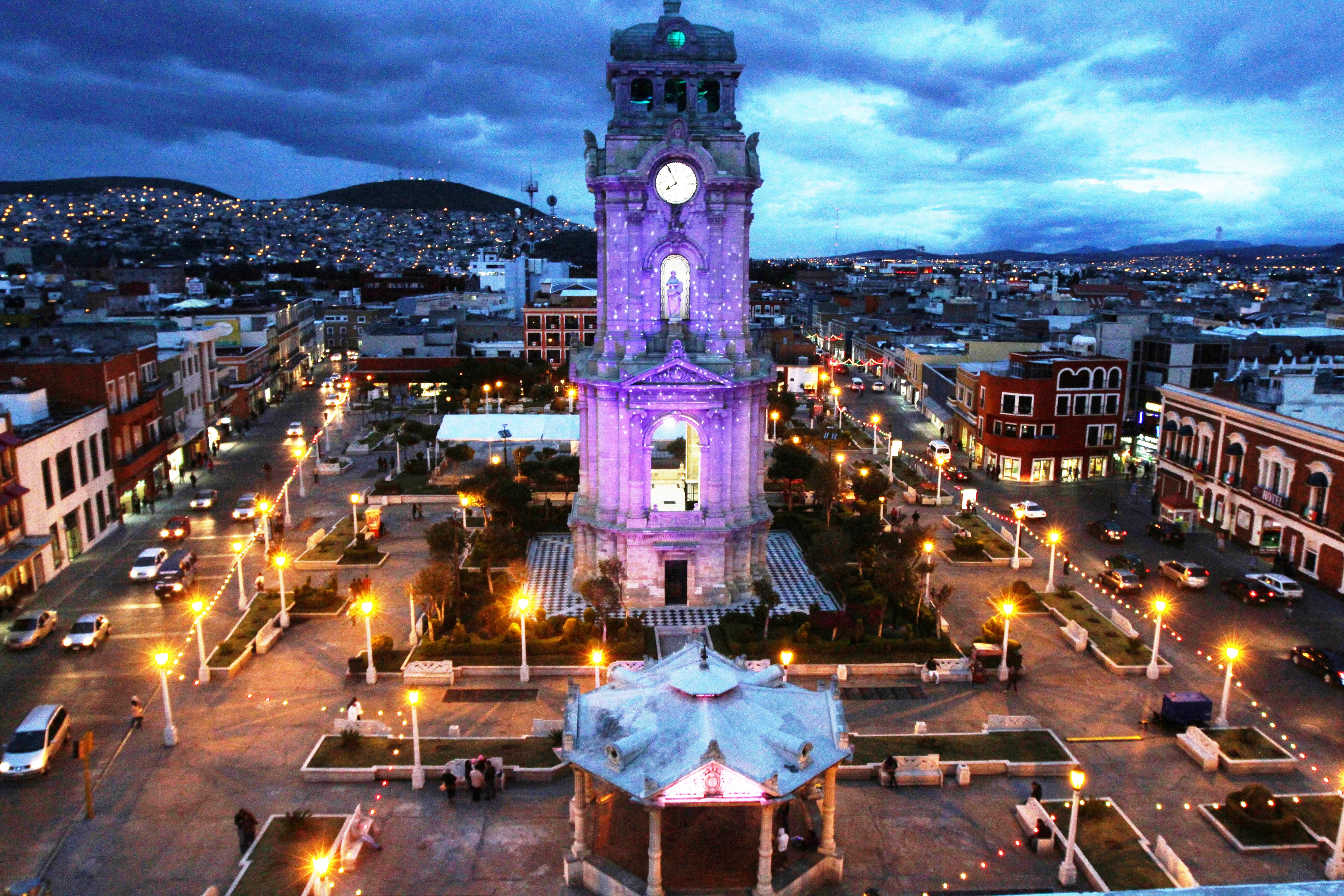
Plaza Independencia durante la hora azul en 2013.

Plaza de las Diligencias cambió su nombre por el de Plaza Independencia poco después de la creación del estado de Hidalgo. El Reloj Monumental de Pachuca, fue inaugurado el 15 de septiembre de 1910, en medio de una gran fiesta popular. 
Alberto Dross, relojero de origen alemán fue el encargado de revisar la maquinaria; y Gumersindo Meléndez del alumbrado de la plaza. Todas las calles que conducían a la Plaza Independencia estaban cerradas, y los vendedores se instalaron en las calles aledañas. Hacia las 12:00 p. m. el gobernador Pedro Ladislao Rodríguez visitó la plaza. El programa oficial de inauguración fue el siguiente:
I.- Obertura por la Banda de Rurales
II.- Discurso por el Sr. Lic. Joaquín González
III.-Pieza de música por la Banda de Rurales
IV.-Coro Himno a Hidalgo por los Niños de las escuelas Oficiales
V.- Pieza de música por la Banda de Rurales
VI.-Recitación por la Srta. Luz Conde
VII.-"Tosca", por la Banda de Rurales.
VIII.- Poesía por el Sr. Miguel Bracho.
IX.- Al sonar las 11 de la noche se dará el grito de independencia y se encenderán el alumbrado que iluminará la torre, asimismo se quemarán fuegos pirotécnicos en el Jardín de la Independencia y la primera calle de Matamoros.
A las 09:00 p. m. en punto hizo su arribo la Banda de Rurales, el gobernador Pedro Ladislao Rodríguez, su esposa Virginia Hernández y diversas autoridades hicieron su entrada hasta las tribunas colocadas al pie de la torre, desde donde presidieron la ceremonia. El evento dio inicio con una obertura tocada por la Banda de Rurales y se siguió lo estipulado en el programa.
Los oradores fueron Joaquín González, Luz Conde y Miguel Bracho. Joaquín González fue gobernador provisional de Hidalgo durante la Revolución mexicana. Luz Conde era familiar de los señores Conde, conocidos empresarios de la industria de lácteos. Miguel Bracho fue funcionario público, poeta, periodista y legislador al Congreso Estatal.
El Reloj Monumental dio sus primeras campanadas a las 11:00 p. m. el gobernador, en la planta baja, al escuchar el primer repiqueteo, corrió una cortina que ocultaba la placa de inauguración hecha de mármol, posteriormente subió a la segunda planta, donde conmemoró el grito de independencia y entonó el Himno Nacional Mexicano. Durante quince minutos el repiqueteo fuera constante, al que se agregó los fuegos artificiales que las empresas mineras accionaron, en los cerros que rodean a la población.

### Primeros años

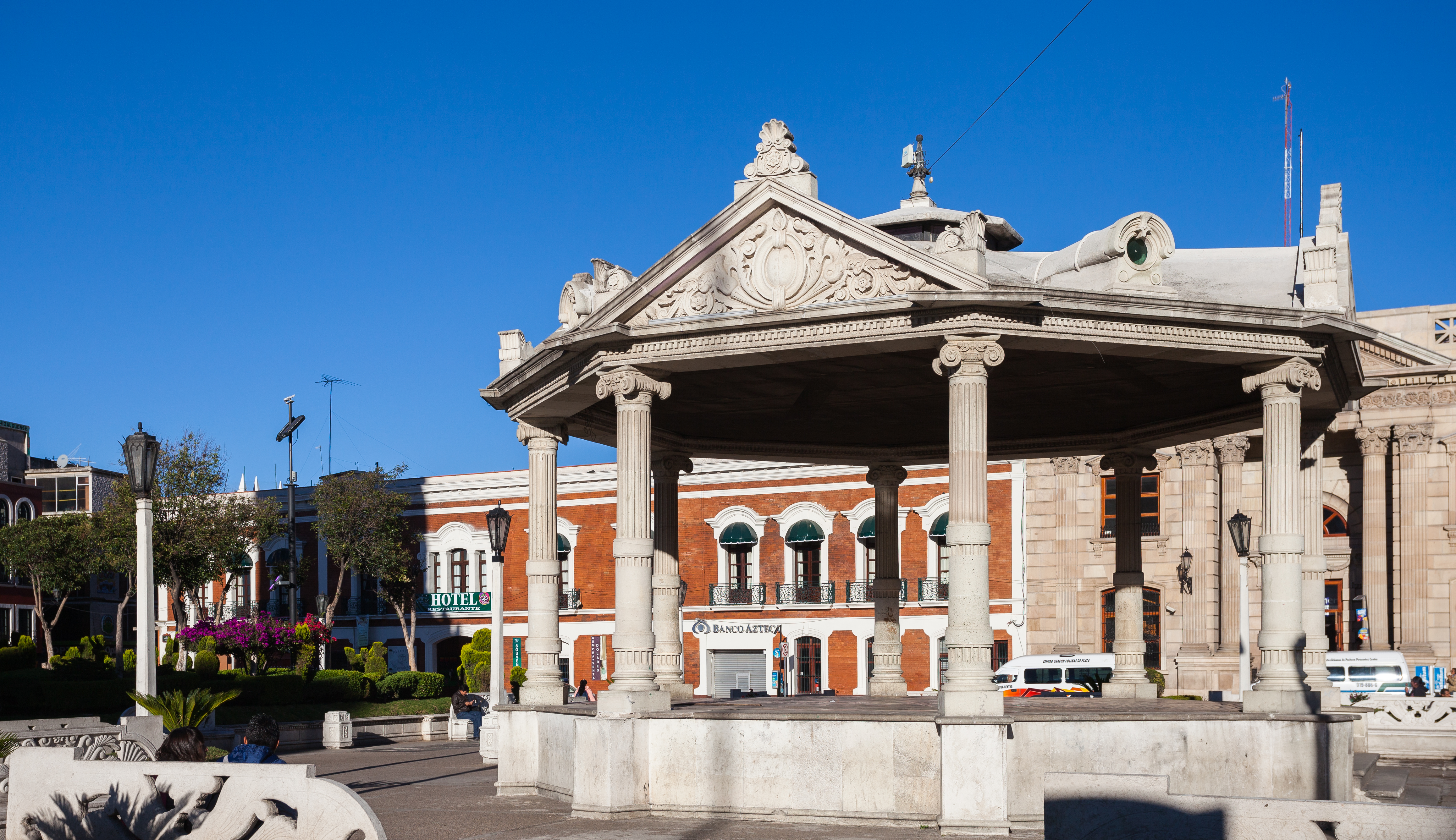
Pérgola Abundio Martínez en 2013.

El 15 de mayo de 1911, diversos grupos simpatizantes Maderistas y opositores Porfiristas empezaron a marchar por las calles, para reunirse en la Plaza de la Constitución y la Plaza Independencia. Los barreteros de la mina de santa Gertrudis habían organizado un gran tumulto liderados por Macario Moedano, a quien apodaban El Chato. Por la noche hubo desórdenes y saqueo de casas y comercios. El 16 de mayo llegó a Pachuca; el general maderista Gabriel Hernández mandó publicar un bando en el que se solicitaba la devolución de los objetos robados y dispuso, que la persona que se resistiera sería de inmediato juzgada por sedición y robo. Al día siguiente por el Río de las Avenidas se encontró lleno de una multitud de objetos que fueron tirados por la gente.
Se decretó la inmediata aprensión de los cabecillas del tumulto, solo fue aprehendido Moedano, después de juicio se ordenó que su ejecución, fuera pública. A las 05:00 p. m. del 17 de mayo, el pelotón se formó en el costado norte del Reloj Monumental, y Moedano se le colocó donde se ubica la pérgola Abundio Martínez, la ejecución fue retardada 15 minutos. Durante la Revolución mexicana, la estructura recibe al menos doscientos impactos de arma de fuego convirtiéndolo en uno de los edificios más baleados del estado de Hidalgo.
En el año 1926, las cuatro farolas que la comunidad turca había obsequiado con motivo del Centenario de la Independencia de México fueron removidas por orden del gobernador Matías Rodríguez, ignorándose las causas. En 1929 el reloj dejó de funcionar día y medio debido a una falla en dos cables y se descubrió que existía un retraso de cuatro minutos respecto a la hora de la Ciudad de México. Su cuidador en ese año era Ramiro Chanes quien reportó el problema. De 1920 a 1930, llegaban a la ciudad los denominados hombres mosca (escaladores de edificios) tratando de escalar la torre para llegar a su cima. En los años 1930, se decidió quitar los árboles de la Plaza Independencia y dejar solo la zona enjardinada, con bancas de cantera ornamentadas con adornos similares al Reloj Monumental.
El 16 de enero de 1943, comenzó la demolición del Teatro Bartolomé de Medina; en su lugar se construyó un edificio que albergaría, una sala cinematográfica, comercios y departamentos. El 27 de octubre de 1944 se inauguró Edificio Reforma, a esta edificación se le dio el apelativo "Adefesio Reforma", por haberse construido en medio de edificaciones coloniales y porfirianas. El 20 de enero de 1944, se inauguró la Pérgola Abundio Martínez; una pérgola de cantera ubicada en la parte norte de la Plaza Independencia. Dedicada a Abundio Martínez músico originario de Huichapan. Dos años después, la plaza vuelve nuevamente a ornamentarse con árboles.

### Cincuenta aniversario

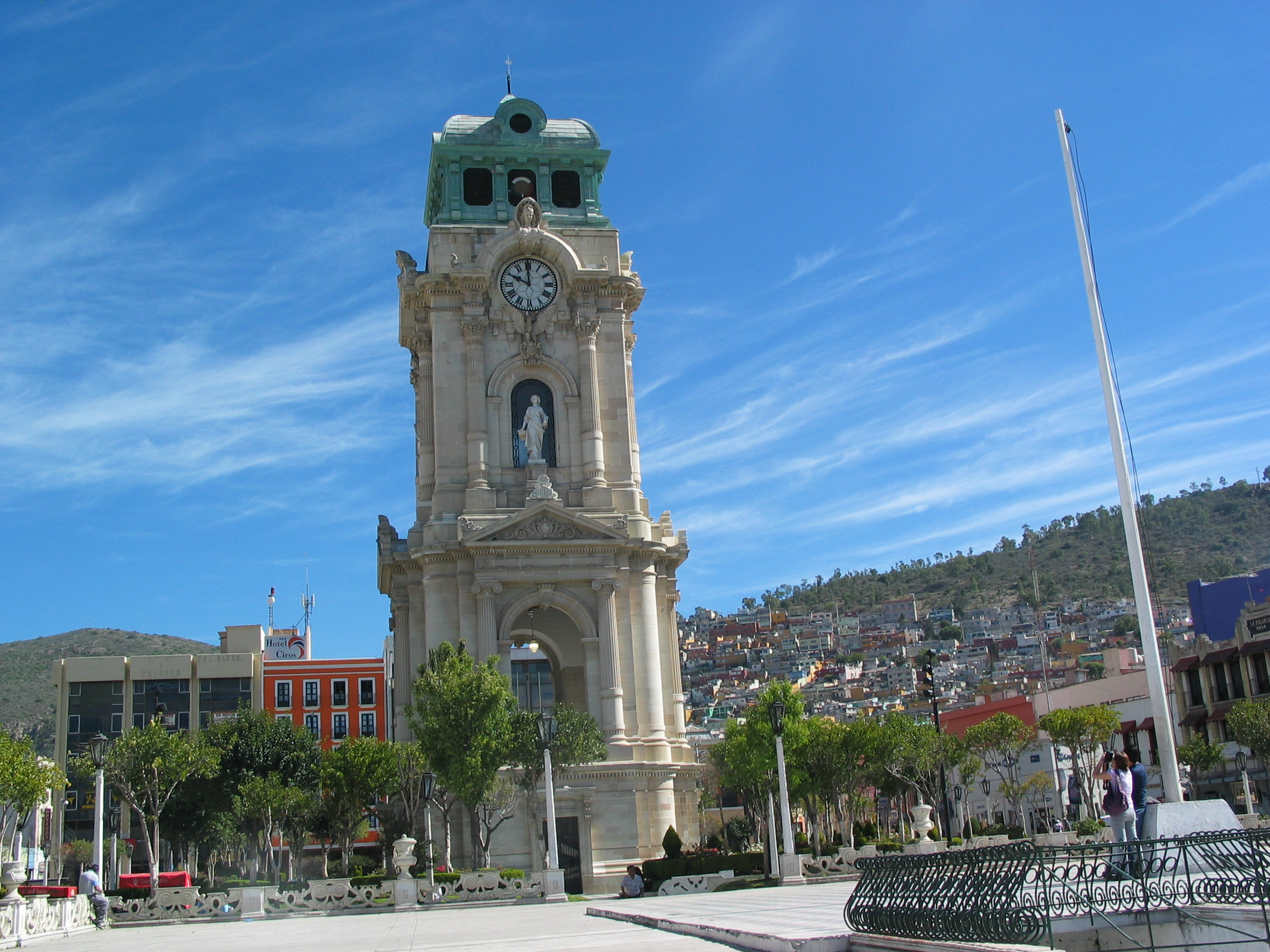
Plaza Independencia y Reloj Monumental de Pachuca en 2010.

En 1960, se cumplió cincuenta aniversario de su inauguración y además se celebró el 150 aniversario de la Independencia de México. El programa conmemorativo comprendía los festejos desde el 13 al 16 de septiembre. El día 15 de septiembre, el gobernador del estado de Hidalgo, Oswaldo Cravioto Cisneros, realizó el grito de independencia en la Casa Rule, haciendo sonar la réplica de la Campana de Dolores que el Gobierno de México había enviado a cada uno de los estados.
El día 16, a las 06:00 p. m. hubo una ceremonia en la Plaza Independencia, la cual fue restaurada totalmente; y se conformó un Comité Pro-Restauración del Reloj Monumental de Pachuca, que efectuó algunos eventos. Se emitieron bonos de cooperación voluntaria con valor de cinco, diez, veinte, cincuenta y cien pesos que se pusieron a la venta en los bancos locales, cuyos fondos se reunieron con la finalidad de costear las reparaciones.
A principios de 1961 se da la remodelación de la Plaza Independencia por parte del Ayuntamiento de Pachuca, fue cubierta con adoquín rosado y prados dispuestos geométricamente; el del norte dotado con un astabandera y el del sur por un escudo del estado de Hidalgo. También en esta remodelación se destruyó la Pérgola Abundio Martínez.
En 1979-1980, se escarbó en este lugar para construir un estacionamiento subterráneo. En 1987 el presidente municipal de Pachuca, Ricardo Hernández Fernández, envió una carta a Inglaterra pidiendo apoyo para el mantenimiento de la maquinaria, la respuesta fue el nombre de la empresa entonces encargada del mantenimiento del Big Ben. En 1992, el presidente municipal de Pachuca, Mario Viornery, repuso la Pérgola Abundio Martínez; realizada en cemento y partes de cantera.

### Restauración

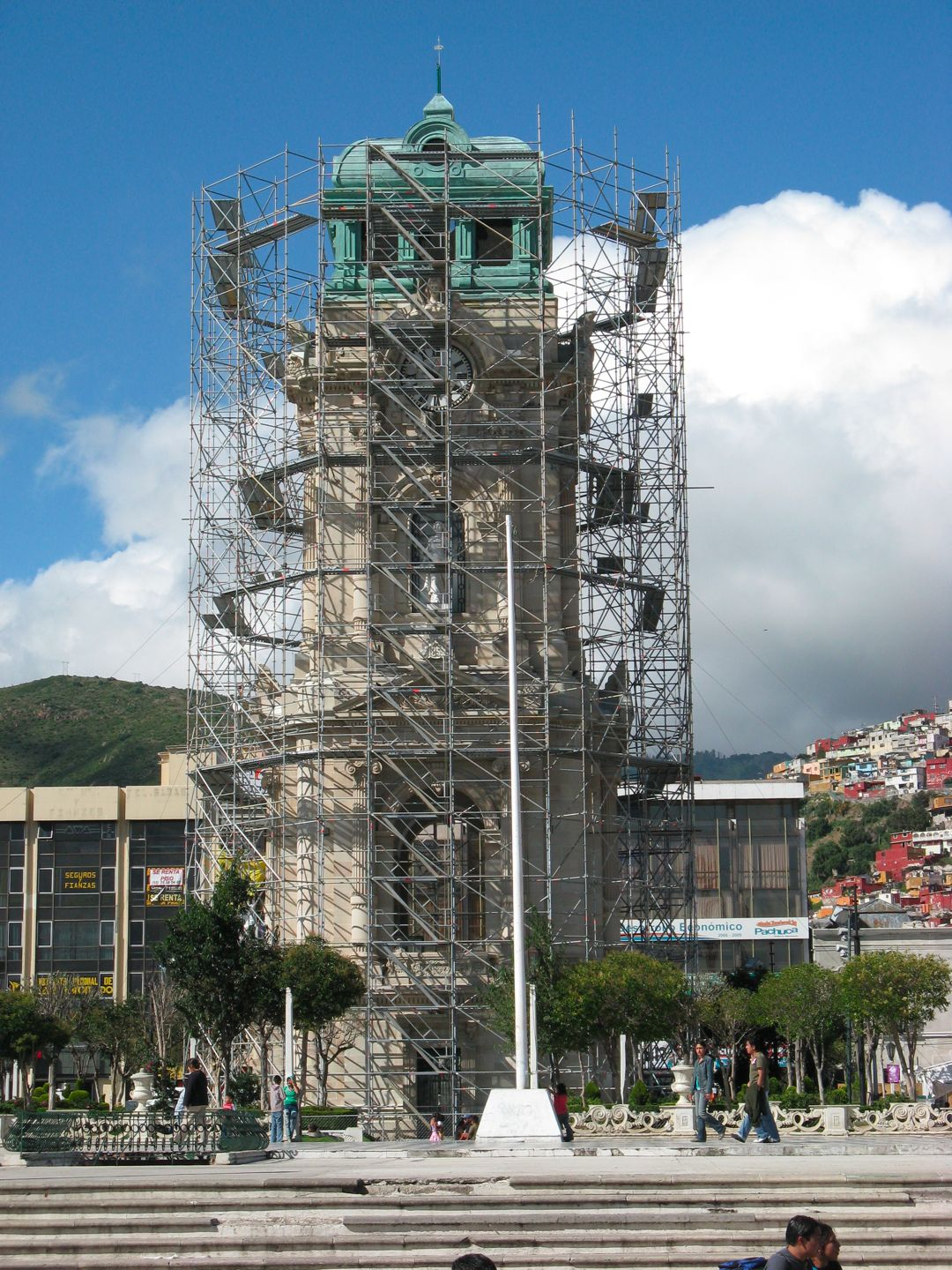
Aspecto durante su restauración en 2008

En el mes de mayo de 2006, se presentó al comité para la preservación y conservación del centro histórico de Pachuca, el presupuesto para la elaboración de los trabajos preliminares a la restauración. El cual fue aprobado para la elaboración de los estudios y el levantamiento arquitectónico. En diciembre, se entregaron los estudios realizados y el presupuesto de los trabajos.
El 11 de septiembre de 2007 se firmó el contrato para la realización de los trabajos de restauración. El 30 de octubre se empezaron los trabajos con el estudio y proyecto; para el 12 de noviembre de 2007, se empezó a trabajar en el sitio. Se realizó la instalación de andamiaje interno y externo para tener acceso a todas las áreas, los trabajos consistieron en la limpieza y reposición tanto la cantera, esculturas, el reloj y la cúpula de cobre. Todos estos trabajos fueron liderados por los restauradores Juan Benito Artigas Hernández y María Luisa Malo Carús.
El costo total de la restauración fue de $11 680 525 MXN. La realización del anteproyecto significó un gasto de un $1 33 618 MXN, y se utilizaron 4 149 476 MXN en la compra de los andamios. Finalmente, 287 930 y 154 376 MXN se invirtieron en los trabajos preliminares y en pagos extras, respectivamente. El mayor gasto lo representó la restauración arquitectónica, en la que se erogaron $6 055 123 MXN.
La presentación de la restauración arquitectónica se hizo el 15 de septiembre de 2008, por el gobernador del estado de Hidalgo, Miguel Ángel Osorio Chong; y el presidente municipal de Pachuca, Omar Fayad quienes encabezaron la ceremonia. Luego de la ceremonia, se realizó un espectáculo de luz y sonido, y juegos pirotécnicos.
El 15 de diciembre de 2008, el rompimiento de un resorte ocasionó el desajuste en las manecillas en las cuatro caras del reloj. El desperfecto fue descubierto, a las 10:00 p. m. por Jorge Olguín, responsable del mantenimiento y funcionamiento.

### Centenario
En 2010 se cumplió el centenario de su inauguración, festejos que se realizar junto con el Bicentenario de la Independencia de México y el Centenario de la Revolución Mexicana. El 15 de septiembre, las autoridades municipales de Pachuca realizaron un acto conmemorativo en donde se entonaron las mañanitas y, de manera posterior, se realizó una muestra culinaria.
En la ceremonia se habló de la semblanza histórica del evento, en voz de Luis Corrales Vivar, director de la Casa de la Cultura de Pachuca. Se contó con la participación de la Orquesta Filarmónica de Pachuca, y con la presencia de la bandera de México perteneciente a la Escuela Primaria Julián Villagrán y que es la misma con la que se rindieron honores durante la inauguración.
El 25 de septiembre, se realizó un espectáculo de luces y un concierto del cantante de música ranchera Pepe Aguilar, frente a 10 000 espectadores; también se develó una placa conmemorativa del centenario.
En octubre de ese año se instaló la exposición fotográfica 100 años de una ciudad viva, imágenes de tu Pachuca, la cual comprendía treinta fotografías de históricas de Pachuca y se contó con tres conciertos de la Orquesta Filarmónica de Pachuca como parte de esta exposición.
También se llevó a cabo el concurso artístico "100 años, 100 relojes", una muestra de arte urbano realizada por los ciudadanos de Pachuca. Contó con noventa y tres participantes originarios de Pachuca, Ciudad Sahagún, Tlaxcoapan, Huejutla, Tula de Allende, Zempoala y Tulancingo. Del total de obras, ochenta y ocho trabajos fueron realizados de manera individual y doce de manera grupal. Durante 2010 y 2011 se exhibieron en un corredor ubicado en el circuito vial Río de las Avenidas.

### Declaración de zona protegida y años recientes

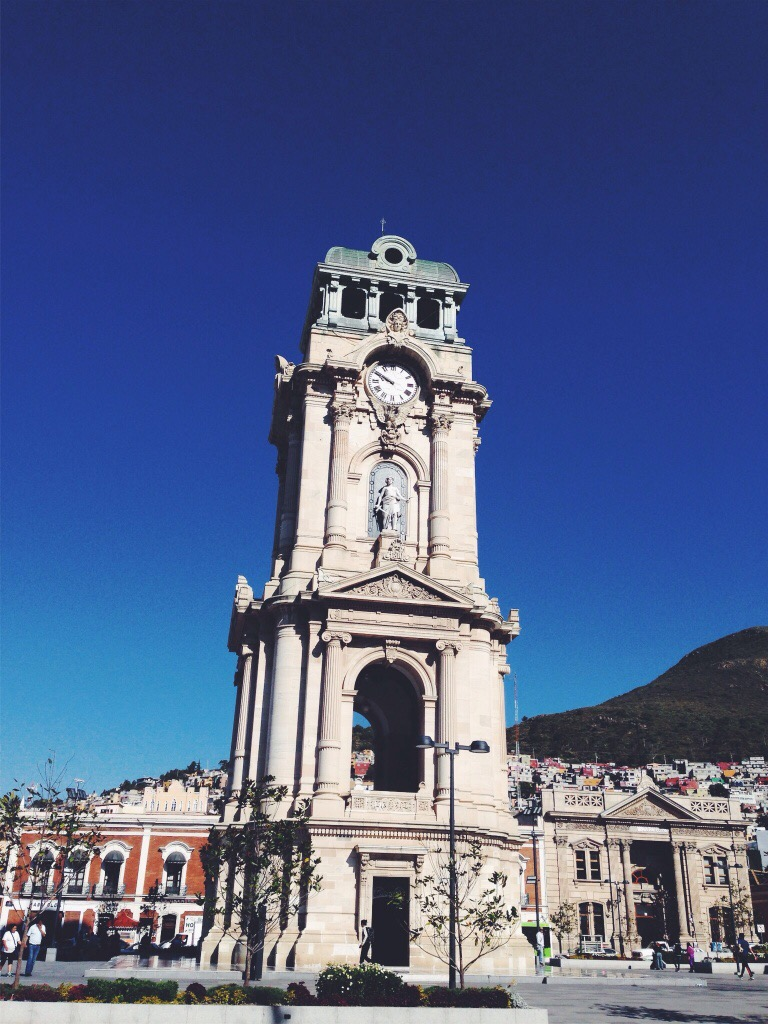
Reloj Monumental de Pachuca en 2016.

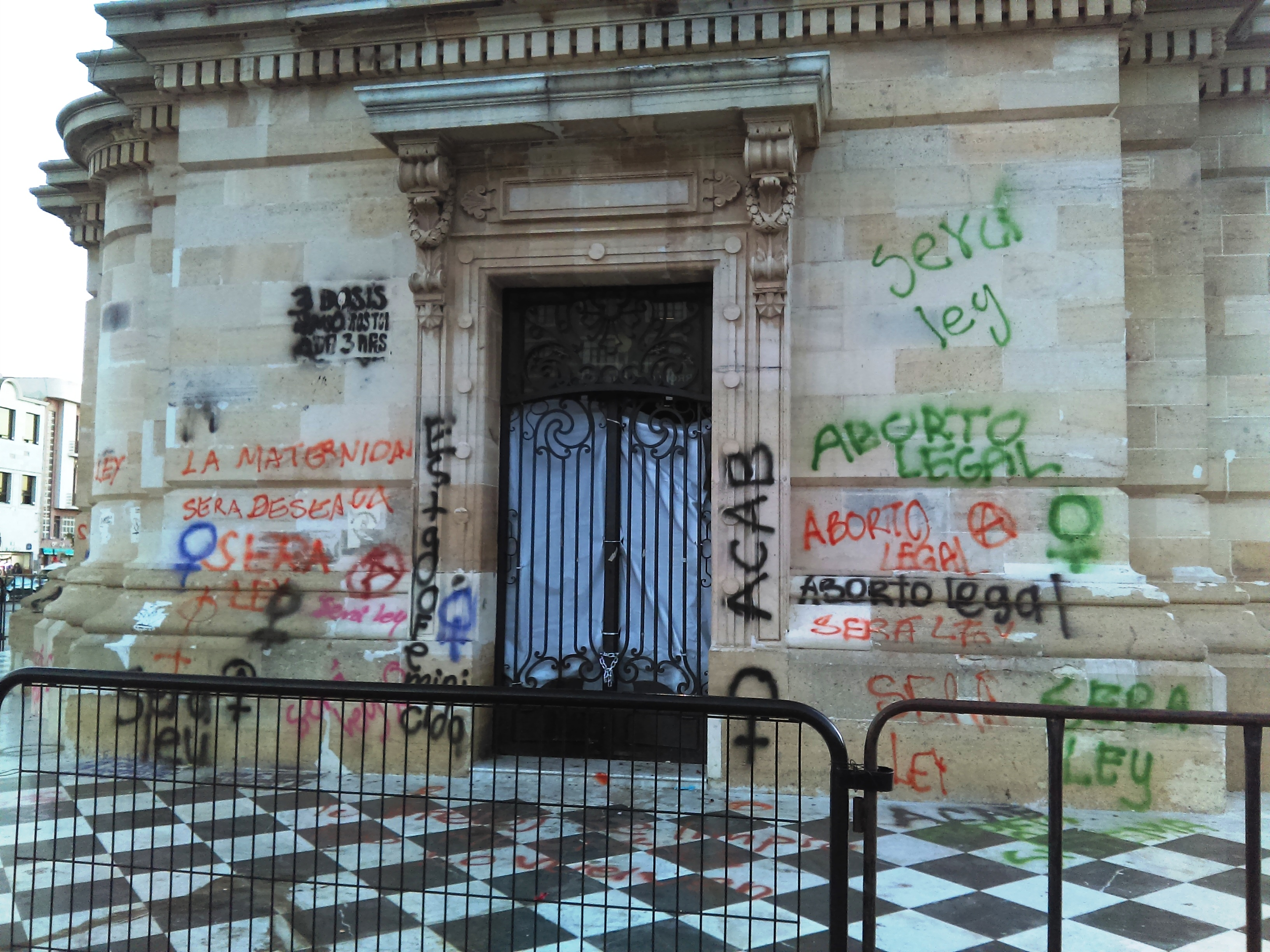
Grafitis en el Reloj Monumental.

La zona se encontraba en una polémica de "dueño", cuando a mediados de 2011 el Ayuntamiento de Pachuca argumentó que no le pertenecía el espacio, el lugar era del dominio público. El Ayuntamiento de Pachuca declaró al Reloj Monumental y la Plaza Independencia como propiedad del municipio de acuerdo del Decreto Municipal N.º 18, publicado en el Periódico Oficial del Gobierno del Estado de Hidalgo el 12 de septiembre de 2011.
En 2012 se declaró patrimonio artístico de México por parte del Instituto Nacional de Bellas Artes (INBA), el edificio se sumó al catálogo que el INBA mantiene acerca de los monumentos considerados protegidos y parte del patrimonio artístico. El 15 de septiembre de 2012, el Ayuntamiento de Pachuca, celebró el 102 aniversario, en el festejo, se contó con pastel y la participación de la Orquesta Sinfónica de Pachuca.
En septiembre de 2013 se presentó el proyecto Centro Cultural El Reloj, por el presidente municipal de Pachuca, Eleazar García Sánchez. De acuerdo al proyecto contará con un teatro al aire libre, dos salas de cine, una librería, una galería de arte, una tienda y áreas de esparcimiento. El cual ha generado polémica por la pérdida de la riqueza patrimonial arquitectónica de la ciudad.
En junio de 2014, debido a la descompostura de una pieza de la maquinaria, se encontró parado por una semana. Al momento de dejar de funcionar, las manecillas marcaban las 02:14 p. m., por lo que se quedó a unos cuantos segundos de emitir sus campanadas del cuarto de hora. El 7 de enero de 2015 se iniciaron las obras de construcción del Centro Cultural El Reloj.
De acuerdo a distintos estudios, la Plaza Independencia, que sirve de techo para un estacionamiento subterráneo, podría colapsar debido a las fisuras provocadas por el paso del tiempo y a que las columnas que la sostienen se encuentran gravemente fracturadas. El 24 de septiembre de 2015 se encontraron daños en cristales de dos de las caras. De acuerdo con testigos, presuntamente una persona del sexo masculino realizó detonaciones con lo que parece ser un arma de diábolos,  lo que ocasionó los daños.
El 30 de marzo de 2016 se inauguró el Centro Cultural El Reloj, así como también se reabrió la Plaza Independencia después de su remodelación. El proyecto del Geoparque Comarca Minera que busca dar valor al patrimonio geológico, minero, arqueológico y cultural de la región de la Comarca Minera; fue designado de manera oficial dentro de la Red global de geoparques el 5 de mayo de 2017, por la Unesco, quedando el Reloj Monumental como uno de los treinta y un geositios del proyecto.
El 12 de abril de 2020, para evitar congregación de personas y la propagación del SARS-CoV-2; el Ayuntamiento de Pachuca de Soto procedió a la sanitización del lugar, y luego se acordonó el perímetro para limitar el acceso a la Plaza Independencia; esto para manejar la pandemia de enfermedad por COVID-19 en Pachuca. El 28 de septiembre de 2020, durante la marcha en la capital del estado por el Día de Acción Global por el Aborto Legal y Seguro; fue grafiteado, con lemas como “será ley”, “Aborto legal”, así como la ya tradicional aparición de simbología feminista y la A representativa del movimiento anarquista y otras más nomenclaturas en contra de las fuerzas de seguridad. También instalaron un pañuelo verde gigante, prendieron fuego en una puerta y quebraron vidrios de la misma.

## Características

### Arquitectura

#### Primer nivel

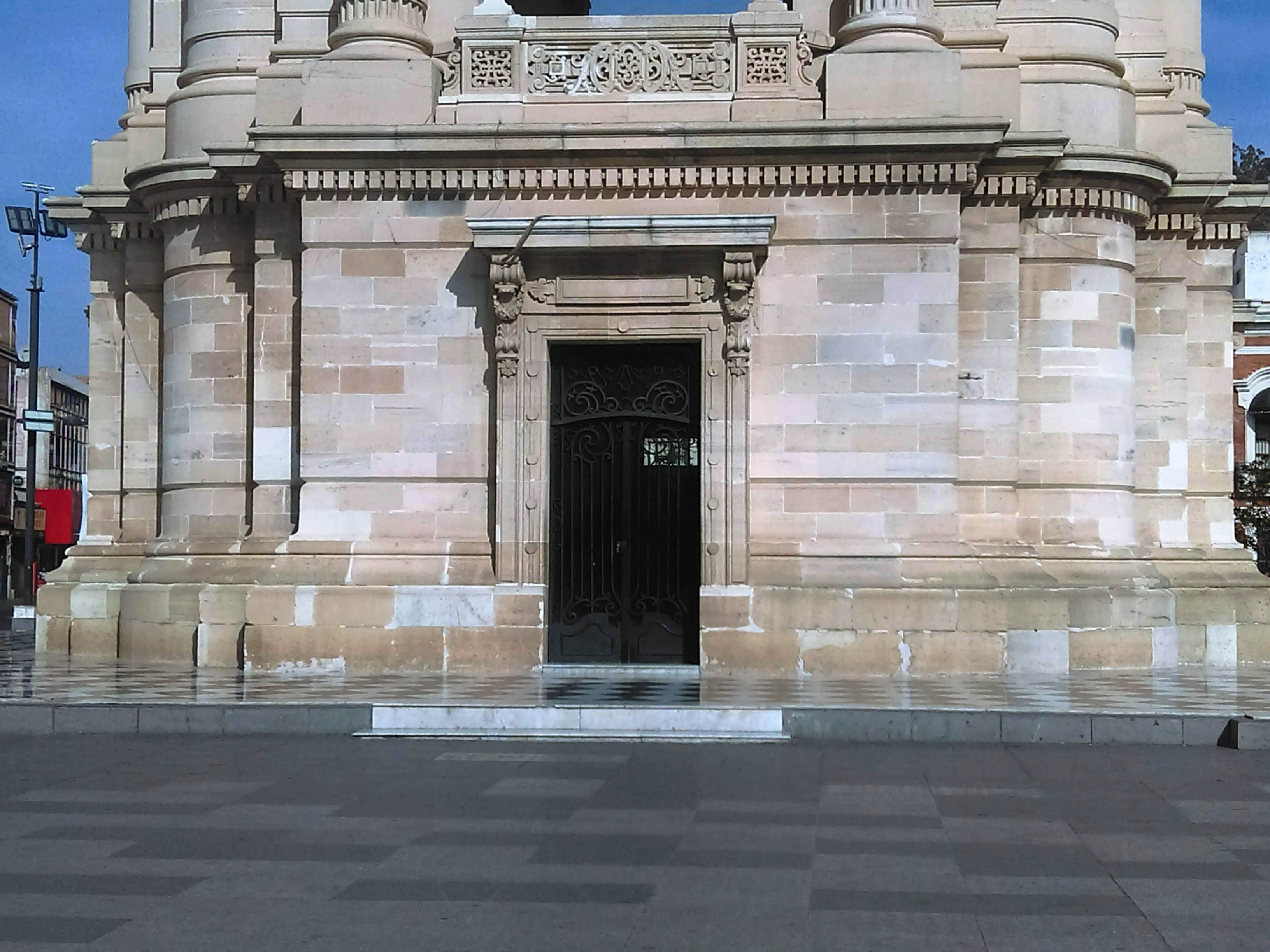
Primer nivel del Reloj Monumental de Pachuca.

Este nivel corresponde a la entrada, el monumento se desplanta sobre una base corrida que va directamente pegada al piso del zócalo, y tiene dos escalones. Esta base, toma el nombre de estilóbato y tiene dos molduras toro, perimetrales, interrumpidas solo por las cuatro puertas de acceso; están unidas las dos molduras por un perfil parecido a la escocia.
Las puertas, una en cada imafronte, tienen su jambaje labrado con listones en el marco y círculos a manera de cuentas. Muestra un dintel con lápida y un arquitrabe en moldura astrágalo que reposa sobre ménsulas con volutas. Remata a este primer nivel, una imposta compuesta por una cornisa con modillón de planta mixtilínea. Esta imposta es perimetral, sin interrupciones y está resaltada por un dentellón de alto relieve. El dentellón, en cada inflexión, tienen un adorno de flor.

#### Segundo nivel

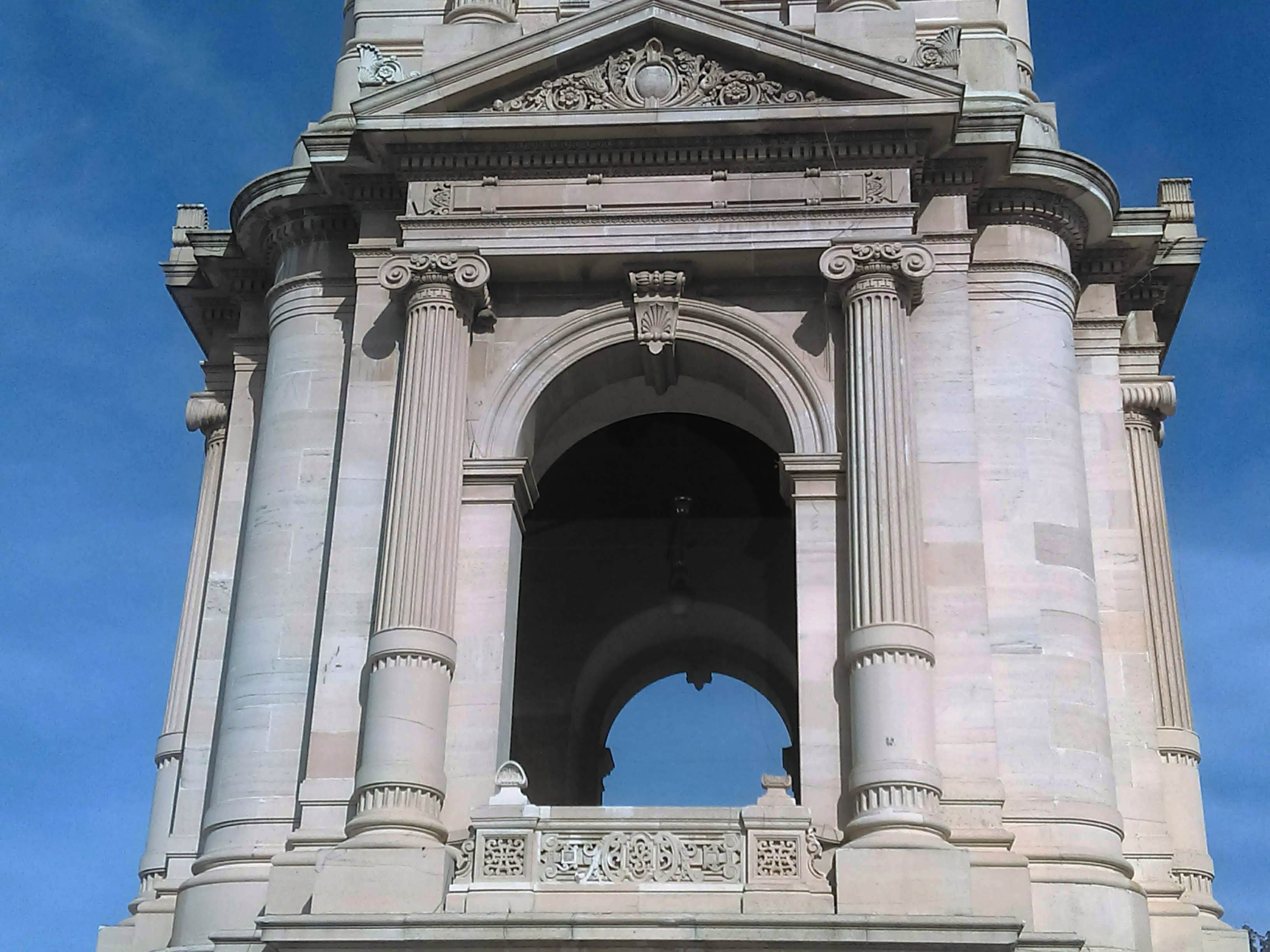
Segunda nivel del Reloj Monumental de Pachuca.

El segundo nivel va desde el balcón hasta los frontones, el estilóbato es de molduras toro separadas por la escocia; arriba encontramos un zuncho perimetral que coincide en tamaño y nivel con el de las columnas. Antes de la cornisa está un relieve a base de tres platabandas rematadas por una cenefa. En el remate existe una cornisa que coincide con el vértice del triángulo de los frontones.
Esta cornisa tiene tres molduras, una con cinta de ovarios, la de abajo es un dentellón y cierra la cornisa una cenefa que repite una figura a manera de hoja. Las columnas son del orden jónico. El tambor del capitel tiene dos cintas, una de ovarios y otra de grecas clásicas llamadas meandros.
El tímpano del frontón tiene un relieve de motivo vegetal, con dos espirales o roleos grandes. En medio de esta fronda destaca una poma enmarcada y coronada por una concha. El frontón está coronado por una acrótera, con una fecha, referente a la estatua que está inmediatamente arriba, en el tercer nivel.
La fecha en la acrótera está rematada por otra venera, que contiene una poma chica, como perla en su concha. Enmarcan a este elemento, dos roleos chicos al lado de la venera y dos grandes que flanquean la fecha. Abajo del frontón, está la arquitrabe, tiene una lápida sin inscripción engrapada atrás por pequeños roleos y adornada en los extremos con el mismo detalle del arquitrabe de las puertas de la planta baja.
En el balcón, una parte del antepecho es central y dos laterales cuadradas con relieves espirales como roleos. Por su forma original y caprichosa, el relieve puede catalogarse como grutesco. Las orillas superiores del antepecho están adornadas por dos perillas de forma romana. La imposta del arco del balcón es sencilla y sus jambas lisas. La clave del arco tiene un relieve o anáglifo con una venera y arriba un roleo. El intradós es liso, y el extradós un poco resaltado del muro.

#### Tercer nivel

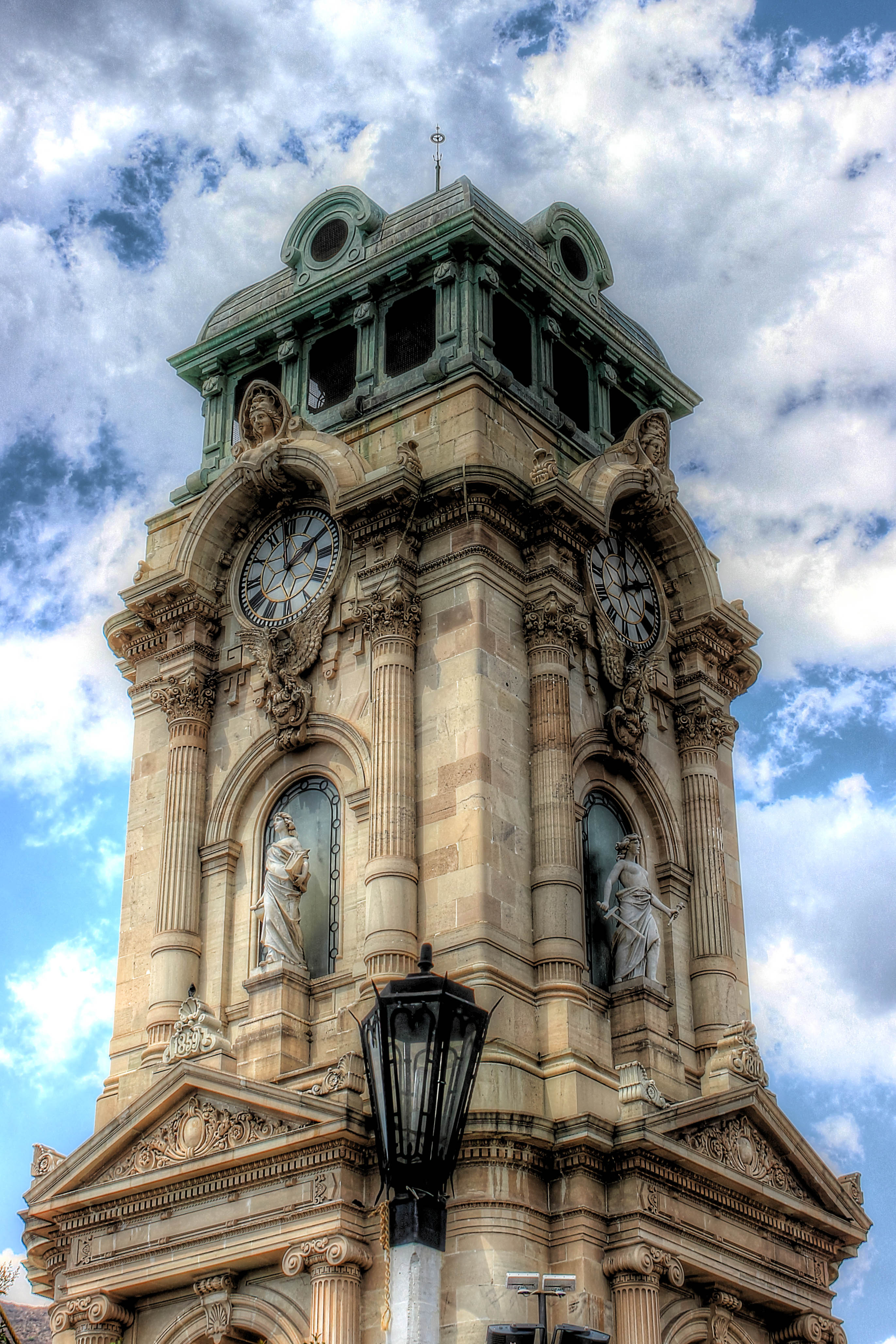
Tercer nivel y cuarto nivel del Reloj Monumental de Pachuca.

El tercer nivel están situadas las esculturas femeninas y las esferas (carátulas) del reloj, va desde los frontones hasta el remate de cobre arriba de las carátulas. Está asentado en un estilóbato doble desde donde se desplantan las columnas sobre bases cuadradas.
Este nivel, tiene en su parte alta, dos cornisas. La superior es la misma que crea el arco que rodea las carátulas y tiene unas ménsulas que rodean todo el monumento. Las columnas del tercer nivel son del orden corintio. Los capiteles representan una cesta de ofrendas rodeadas de hojas de acanto y tienen cuatro volutas. El fuste de las columnas es estriado y tiene un zuncho que acentúa el tercio de la altura. Antes del capitel las columnas tienen un anillo que también acentúa el estriado.
Debajo de las esferas (carátulas) se encuentra la escultura de un águila devorando a la serpiente y una greca prehispánica que lo adornan. El arco que corona el reloj está rematado por una acrotera con un rostro de mujer emergiendo de las fauces de un felino; la mujer tiene el torso desnudo y todo está enmarcado por un elemento cóncavo, que por dentro es una venera o concha. Esta acrotera rebasa un poco el principio del arpón que encierra las campanas.

#### Cuarto nivel
El cuarto nivel es el remate metálico del monumento es hierro forjado, fabricado en Monterrey, consiste en un claristorio necesario para dar salida al sonido de las campanas y un ático o mansarda que es el techo final de la torre con cuatro vanos circulares 
llamados óculos. Sobre el techo una picota y un poste de sección pequeña que se ha usado como portabandera y como pararrayos.

### Esculturas femeninas
En el tercer nivel, en los vanos de cristal fondean a las estatuas que fueron hechas con mármol de Carrara y esculpidas por encargo por artistas italianos. Son estatuas femeninas de 3 m, que representan momentos históricos de México hasta 1910, siendo estos el inicio y la consumación de la Independencia de México, la promulgación de la Constitución Mexicana de 1857, y las Leyes de Reforma y Guerra de Reforma. Por lo tanto, las estatuas representan a la Independencia, la Libertad, la Constitución y la Reforma. Cada una de las estatuas tiene una posición distinta:
- La Independencia con la fecha de 1810, localizada en la fachada oriente. Es una joven mujer desnuda del torso superior, que sostiene una espada en la mano derecha y una antorcha en la izquierda. En su cara tiene una representación altiva y retadora, con su pierna izquierda avanzada que simula una posición guerrera.[1][2][3]

- La Libertad con la fecha de 1821, localizada en la fachada poniente. Tiene el torso sin túnica, la mano derecha en alto sostiene un laurel de, elemento que también lleva por corona, en la izquierda lleva una cadena rota, la pierna izquierda adelantada sutilmente y una túnica con pliegues.[1][2][3]

- La Constitución con fecha 1857, localizada en la fachada norte. Tiene un rostro grave, mirada profunda, está vestida con un cinto a medio cuerpo y llevando en la mano la Constitución Mexicana, y el dedo índice de la mano derecha señalando lo que sostiene con la izquierda.[1][2][3]

- La Reforma con fecha de 1859, localizada en la fachada sur. Tiene un rostro diáfano y sereno, lleva en la mano derecha un pergamino desenrollado y en la izquierda un libro apenas abierto. Toda cubierta por una túnica, con vuelo de falda, el pie derecho adelantado crea pliegues en el hombro derecho por el lado izquierdo; el cabello de esta figura, un poco ondulado.[1][2][3]

### Maquinaria

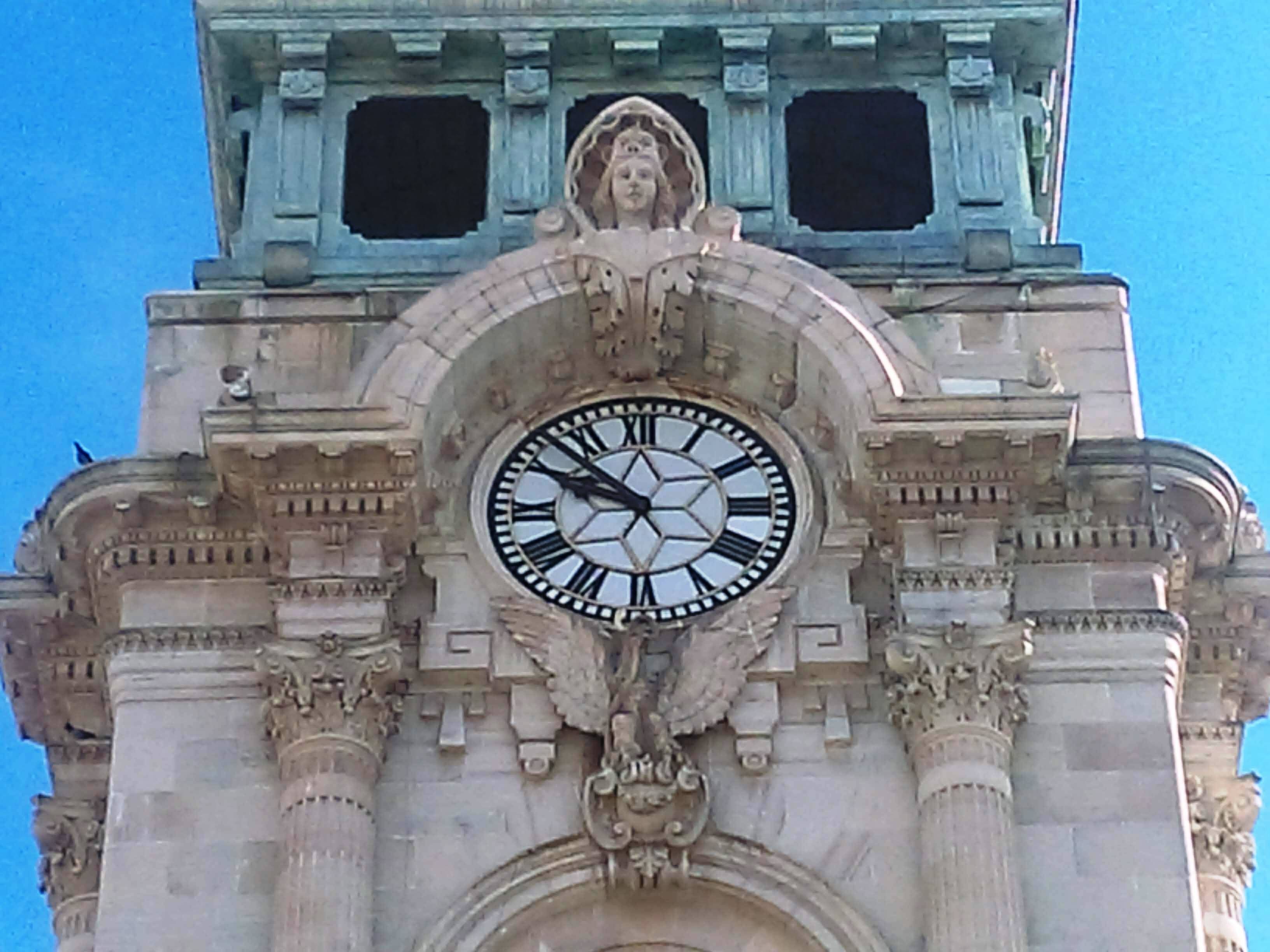
Detalle entre el tercer y cuarto nivel, donde de observa la carátula con el número IIII.

En el cuarto nivel, se encuentra una cúpula de cobre que alberga las ocho campanas, que suenan en clave de do mayor, y que tocan cada quince minutos a la hora exacta, a la hora y cuarto, a la hora y media y a la hora cuarenta y cinco. A las 06:00 p. m. las campanas entonan el Himno Nacional Mexicano. Para la hora que marca el reloj, se toma como referencia el horario que emite el Observatorio Astronómico Nacional. La maquinaria cuenta con todas sus piezas originales, y solo una persona se encarga de mantener el equipo funcionando.
La carátula del Reloj no marca el número IV de la numeración romana, sino se encuentra marcado por cuatro signos verticales (IIII), este tipo de número es muy usado en la relojería. El significado puede ser:
- El conjunto de cuatro caracteres IIII crea una simetría visual con su opuesto en la esfera VIII, cosa que el IV no logra.
- La historia de que un relojero suizo entregó un reloj que su soberano le había encargado, pero cometió el error de representar el número 4 como IIII y no usando el IV. El monarca, indignado, hizo ejecutar al desafortunado artesano, y desde ese momento, a modo de protesta y homenaje, todos sus colegas comenzaron a usar el IIII en vez de IV.

La maquinaria se ajusta en su péndulo con libras esterlinas, y la de Pachuca se maneja con tan solo un movimiento por debajo de la maquinaria, mediante una tuerca que ajusta la cronometría. Cada tercer día el encargado, tiene que darle 400 vueltas al cran del mismo a fin de que no deje de caminar y mantenga su hora exactamente. El reloj ha tenido cerca de diez cuidadores desde su inauguración. En los primeros años, el trabajo de mantenimiento estuvo a cargo de Alberto Dross. De manera oficial se le reconoció como tal a partir del 20 de septiembre de 1910, y su sueldo mensual ascendía a $40 pesos.

### Iluminación

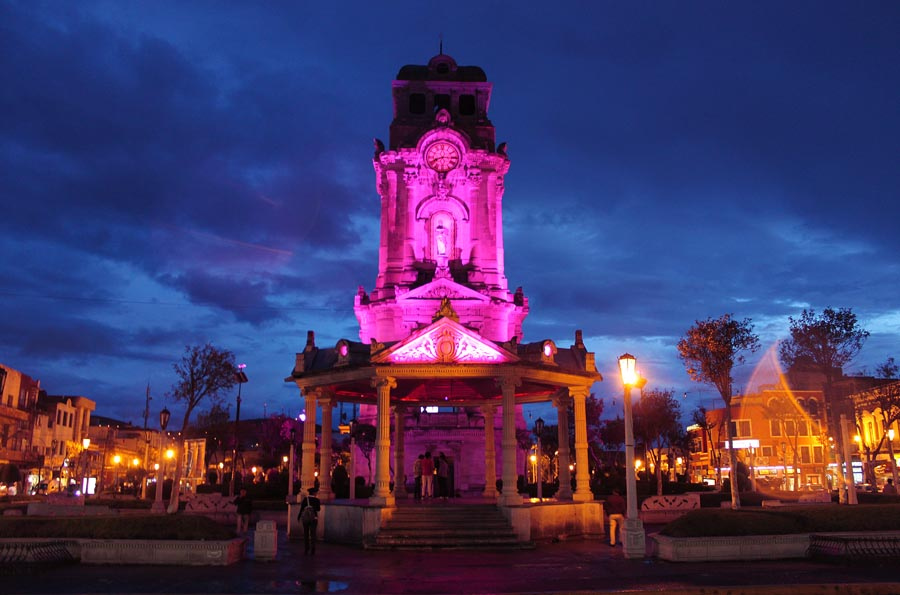
Reloj Monumental iluminado de color rosa.

En cuanto a la iluminación, como parte de la remodelación del centro histórico de Pachuca de Soto, en 2010 se anunció el sistema de iluminación por parte del gobernador Miguel Ángel Osorio Chong. El 16 de enero de 2011 se inauguró el sistema con una inversión de cuatro millones de pesos. Los responsables del proyecto fueron Javier Villaseñor y Javier González, directores del diseño de iluminación; y Santiago Bautista, quien estuvo a cargo de la instalación de los equipos.
Se utilizó únicamente tecnología led, con lo que se iluminan los cuatro lados de la construcción, logrando resaltar las carátulas del Reloj, así como las esculturas. La luminaria incluye 60 proyectores led de diferentes potencias y alcances, 40 m de tira luminosa de led, 14 controladores digitales para que se comuniquen todos los equipos y una memoria digital.
En el mes de octubre de cada año, el edificio es iluminado de color rosa como símbolo de la unión a la campaña mundial de la lucha contra el cáncer de mama. En alusión al Día Mundial del Autismo el día 2 de abril de 2014, fue iluminado en color azul en respaldo a la campaña de concienciación sobre este padecimiento y apoyo a los pacientes y familiares. También con apoyo del Rotary International se ha iluminado con la rueda rotaria y la leyenda END POLIO NOW.

## En la cultura popular

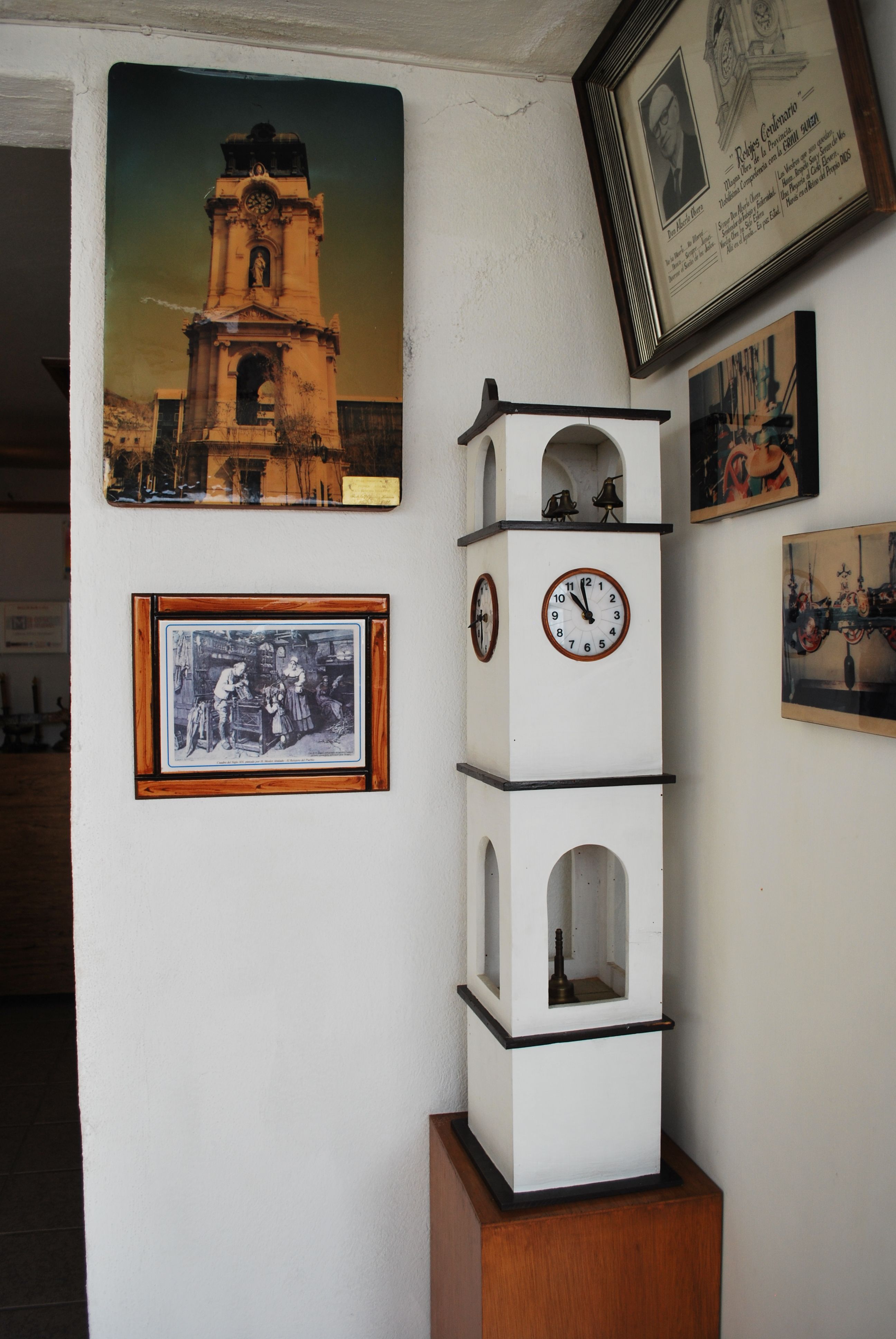
Foto del Reloj Monumental en el Museo de Relojería Alberto Olvera Hernández en Zacatlán, Puebla.

El Reloj Monumental es el máximo símbolo conocido y representativo de la ciudad, los artesanos de la ciudad y del estado de Hidalgo realizan réplicas a escala de entre 15 y 52 cm de altura y utilizan su imagen para distintas artesanías. Su imagen se encuentra en el logotipo (escudo) del Club de Fútbol Pachuca.
En 1980 su imagen se utilizó en el sorteo Mayor 2181 de la Lotería Nacional de México realizado el 25 de noviembre de 1980; el premio mayor era de cinco millones de pesos, y la emisión fue de tres mil billetes con costo de 25 pesos cada uno. En 2010, como parte del Centenario del Reloj y el Bicentenario de México su imagen se utilizó en:
- Los billetes de la Lotería Nacional de México, durante el sorteo 2232; donde se dio un Premio Mayor con un valor de $15 000 000 pesos en dos series, y se realizó en el Teatro Gota de Plata de Pachuca.[76][77]
- En más de un millón y medio de latas de Coca Cola, como parte de la serie Coca-Cola bicentenario.[78]
- En mil monedas conmemorativas con un valor facial de $100 MXN y un valor nominal de $300 cada una, con la imagen del monumento en un lado y el escudo nacional en otro. El Ayuntamiento de Pachuca tuvo que realizar un trámite para que el metal tuviera un valor y un reconocimiento de todas las personas y coleccionistas que la adquieran.[79][80][81]
- En un sello postal; que fue la primera estampilla emitida de la ciudad de Pachuca a cargo de Correos de México junto con el Club Hidalgo Filatélico.[80][81]

En 2011 su imagen se utilizó en logotipo compuesto de la sede Pachuca para la Copa Mundial Sub-17 de la FIFA México 2011, el logotipo es enmarcado por unas nubes, que simbolizan el sobrenombre de Pachuca: la Bella Airosa. El 5 de diciembre de 2012, a las 14:15 h (UTC-6) el ayuntamiento del municipio, mediante la Secretaría de Turismo, dedicó mediante el reloj un minuto de campanadas al portero de origen colombiano, Miguel Calero, quién murió el día anterior. Este hecho marcó la primera vez que rinde homenaje a una sola persona.
En 2014 su imagen se utilizó, en el billete de la Lotería Nacional que circuló para el sorteo del 3 de diciembre, que ofrecía diez millones de pesos en dos series. En 2015 el Consejo Estatal para la Cultura y las Artes de Hidalgo dio a conocer la maqueta armable del Reloj Monumental de Pachuca, realizada en cartón.